# Anisodes atridiscata
Anisodes atridiscata là một loài bướm đêm trong họ Geometridae.